# Estádio Lerkendal
O Lerkendal Stadion é um estádio para futebol sediado na cidade de Trontêmio, na Noruega. É o estádio sede do Rosenborg Ballklub, equipe da Tippeligaen. Foi fundado em 1947.
Com sua capacidade atual de 21.166 espectadores, é o segundo maior estádio de futebol do país. Só é menor do que o Ullevaal Stadion. Porém, o local já recebeu um público de 28.569 pessoas, em 1985.
As medidas oficiais do campo são de 105 x 68 metros.

## História
O Lerkendal foi construído em 1947, ainda com arquibancadas provisórias. Na década de 1960, foi reformado, mas em trinta anos decorrentes nada foi feito melhorar o conforto e as opções disponíveis no local. Em 2000, iniciou-se um reforma financiada pelo dinheiro que havia entrado em caixa devido à participação na Liga dos Campeões da UEFA. Em 2002, a obra foi entregue com um visual totalmente diferente e moderno.